# Lista de municípios do Amazonas por PIB

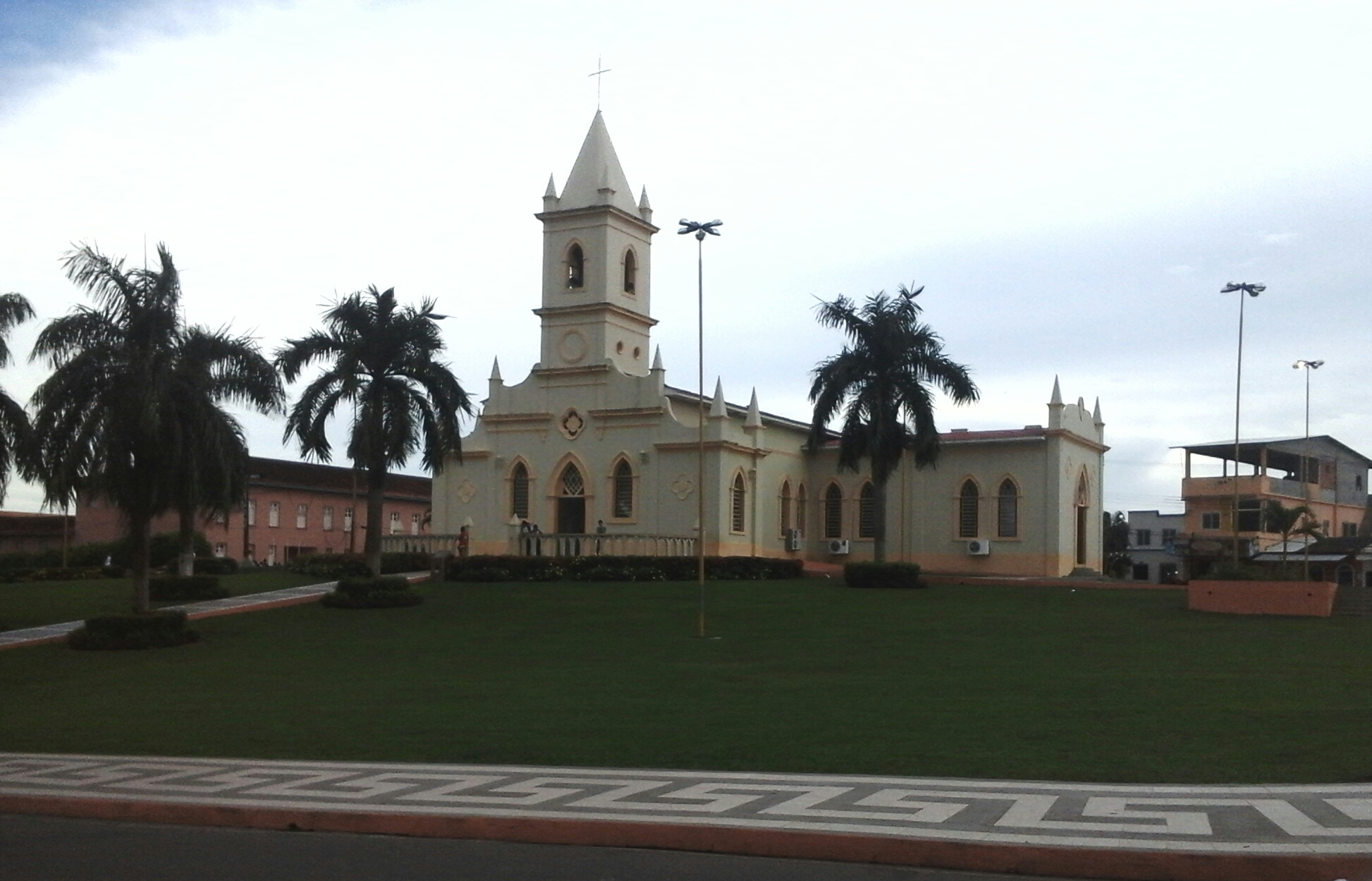
Coari, localizado no interior do estado, é o segundo município com maior PIB do estado.

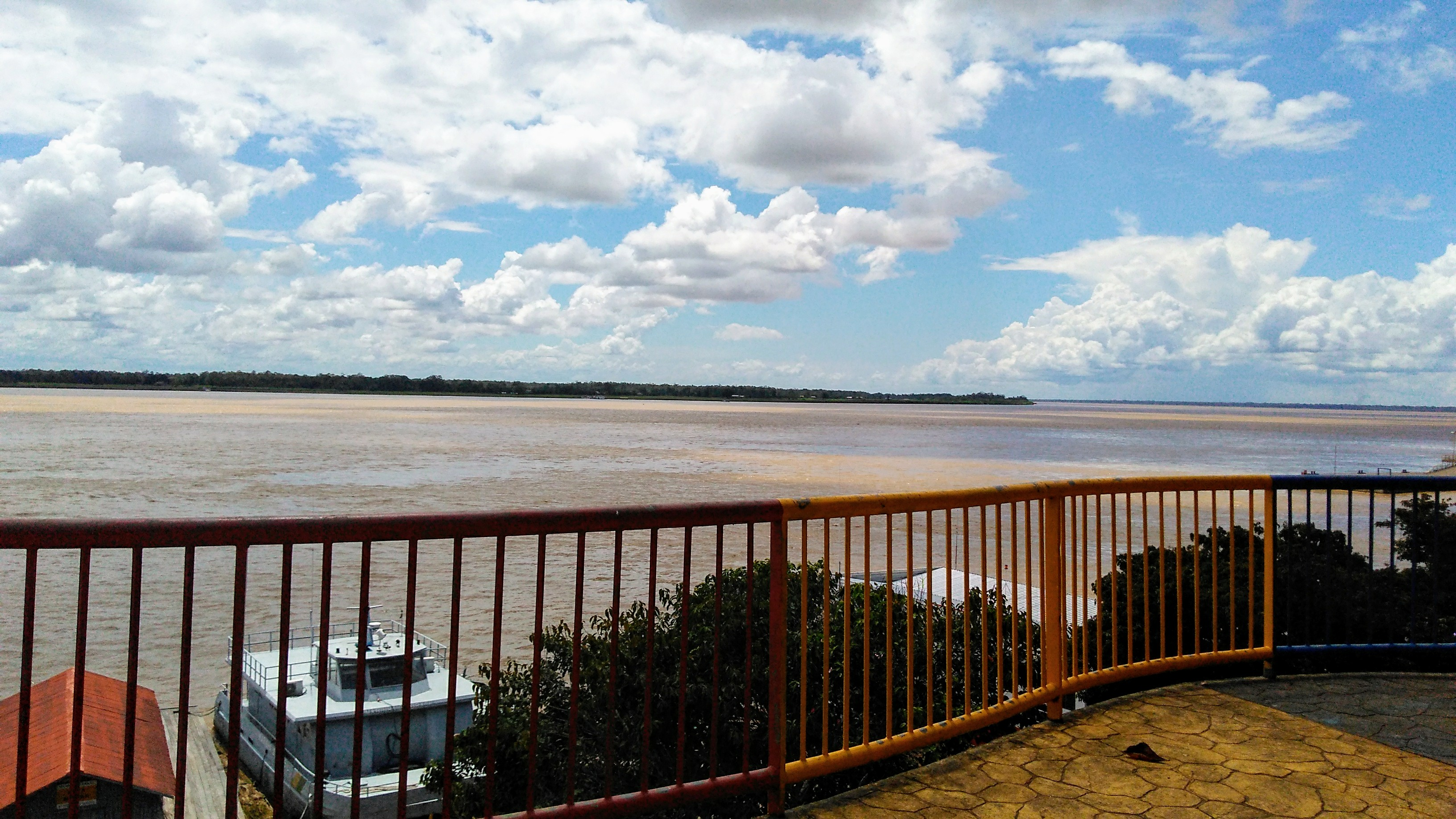
Itacoatiara, localizado na Região Metropolitana de Manaus, é o terceiro município com maior PIB do estado.

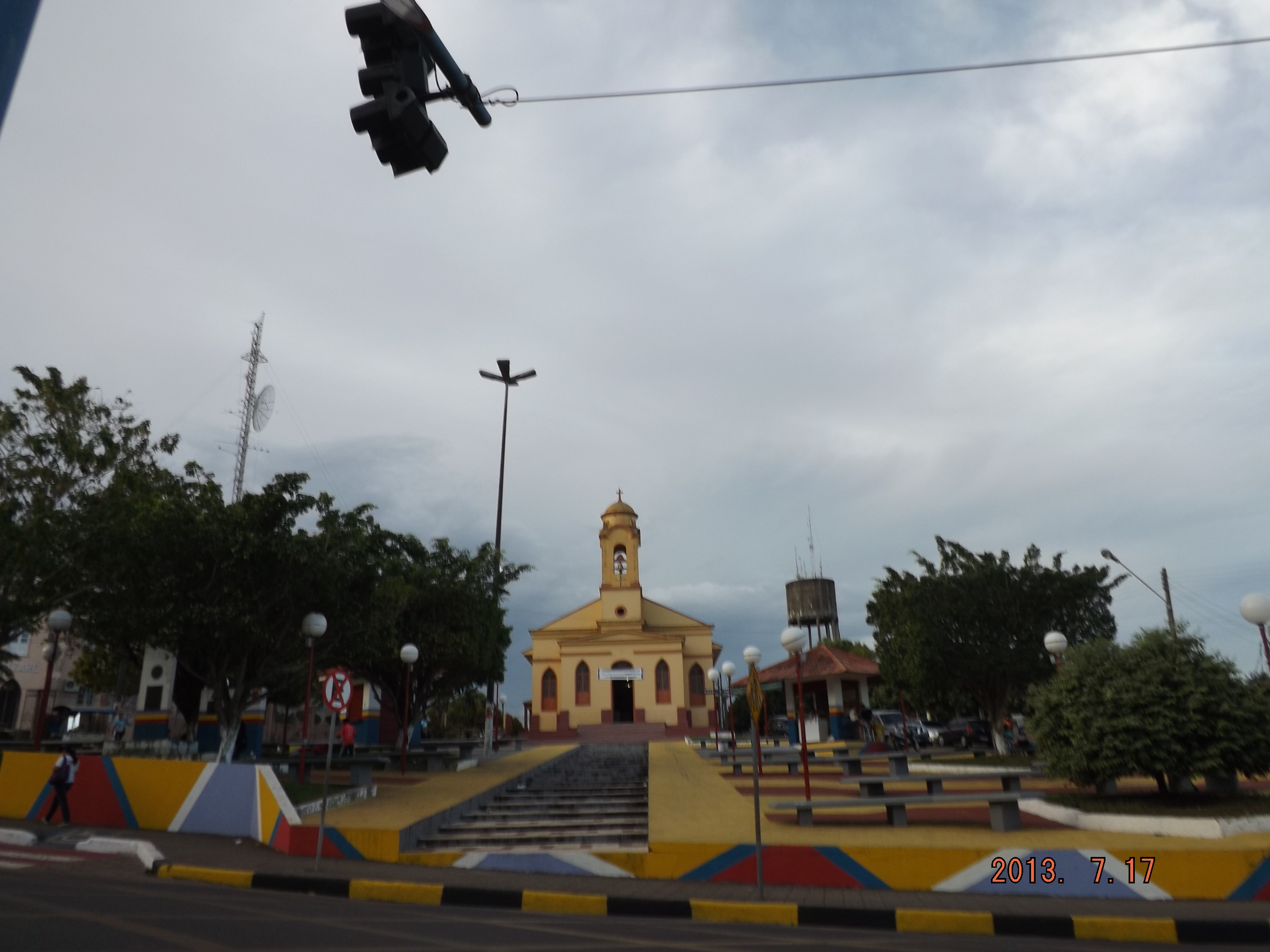
Manacapuru, localizado na Região Metropolitana de Manaus, é o quarto município com maior PIB do estado.

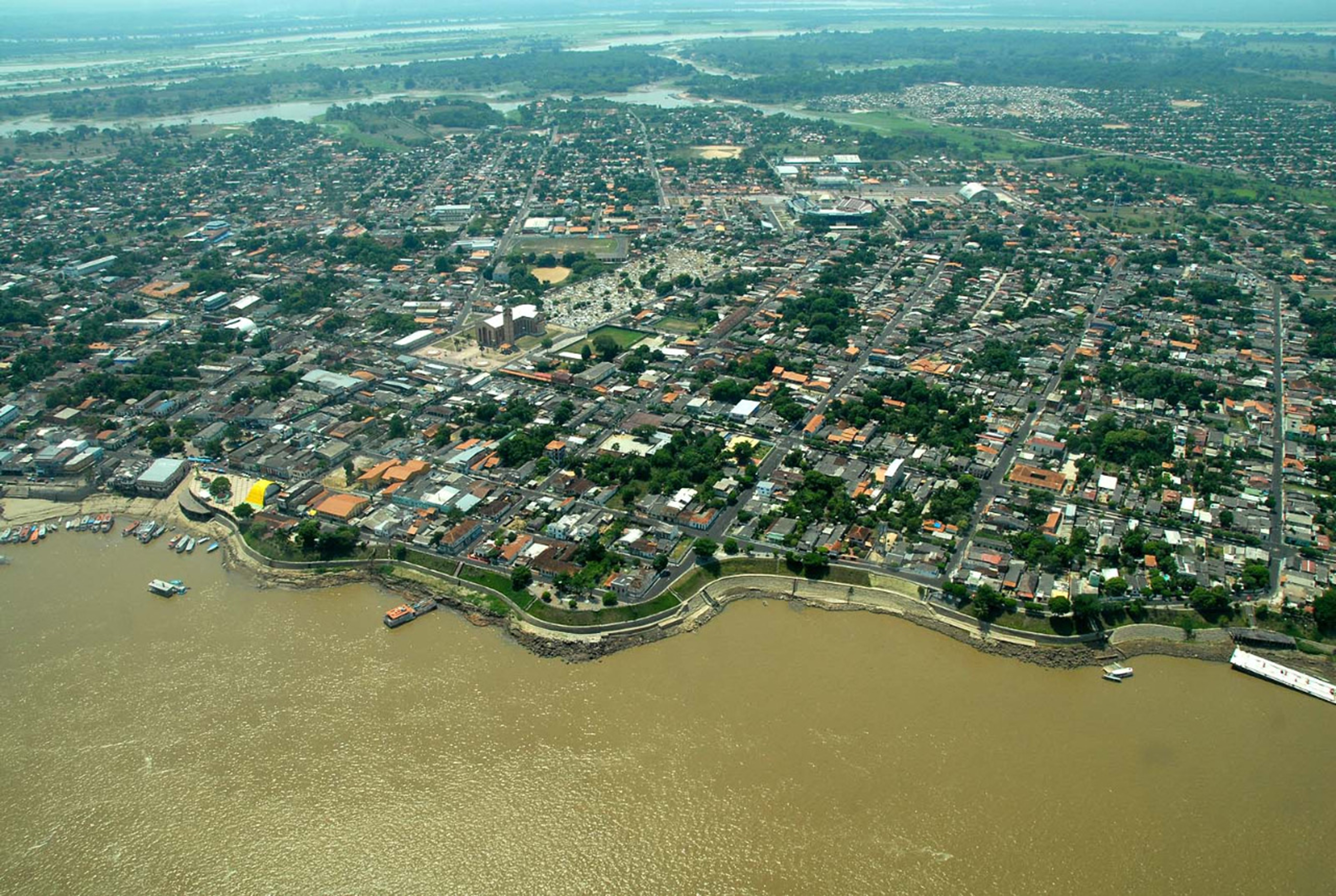
Parintins, localizado no interior do estado, é o quinto município com maior PIB do estado.

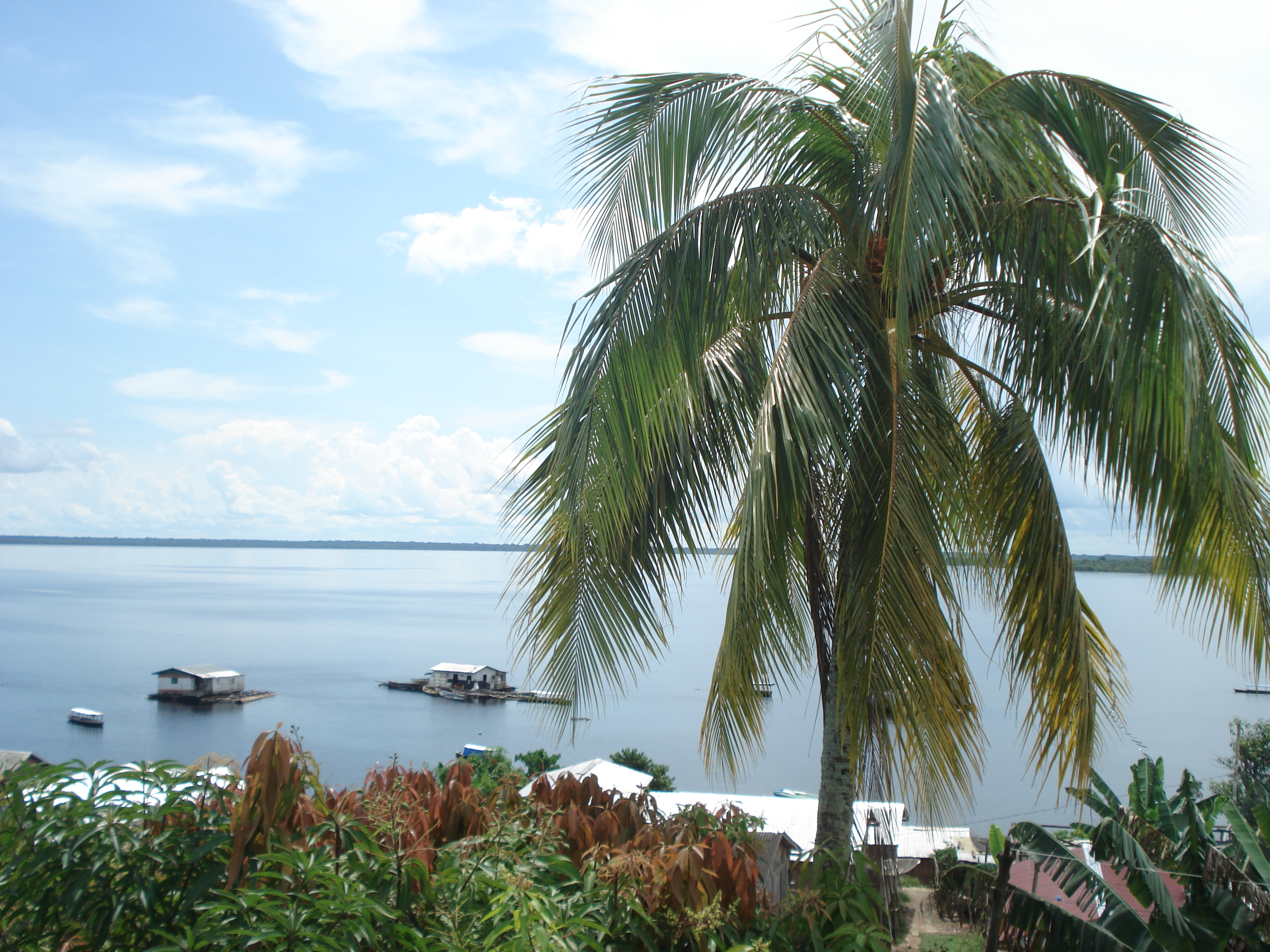
Tefé, localizado no interior do estado, é o sexto município com maior PIB do estado.

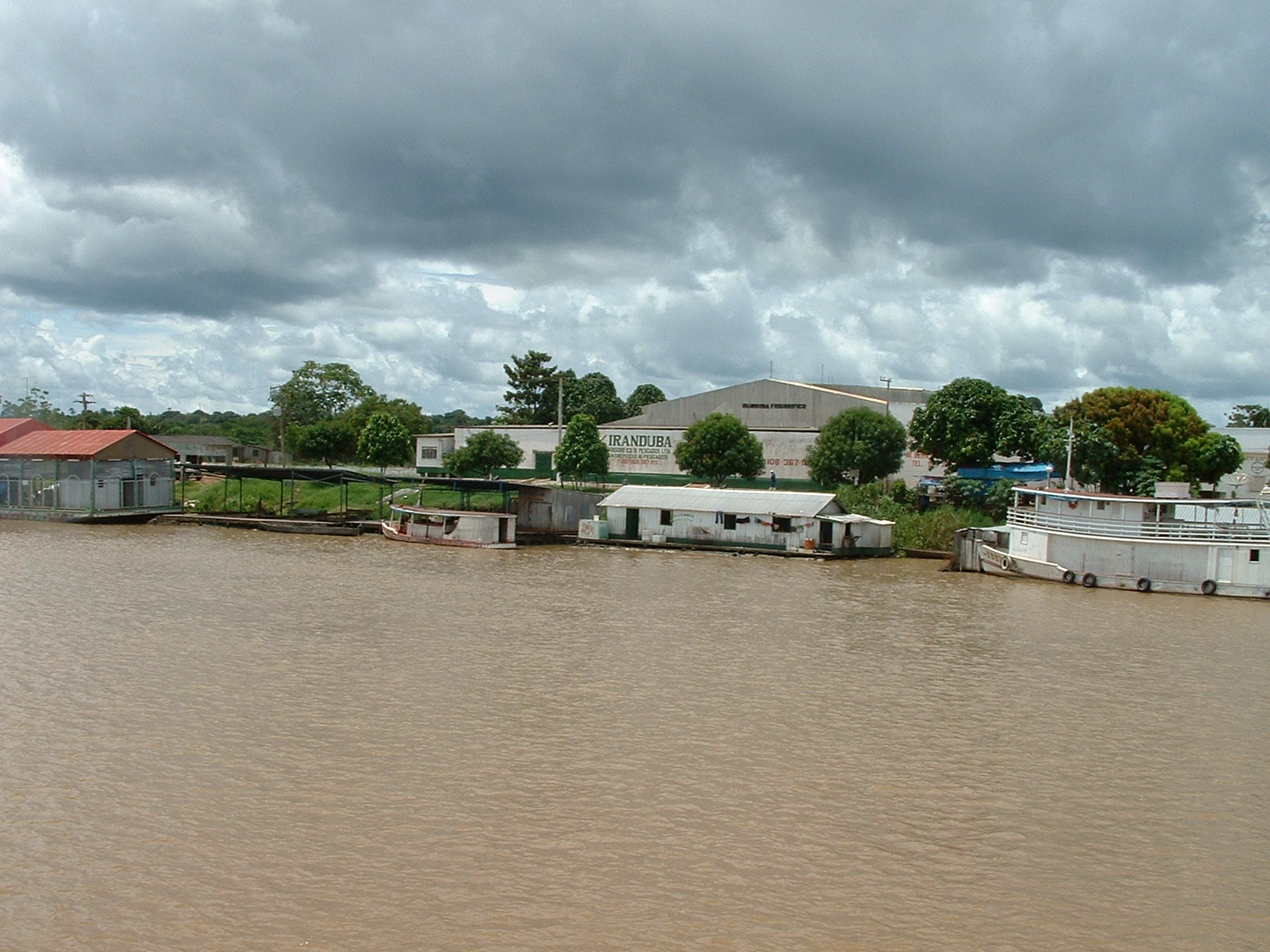
Iranduba, localizado na Região Metropolitana de Manaus, é o oitavo município com maior PIB do estado.

Esta é uma lista de municípios do Amazonas por Produto Interno Bruto (PIB) referente ao ano de 2016 em valores a preços correntes. O Amazonas é um estado brasileiro, localizado no Norte do Brasil e formado pela união de 62 municípios. Possui o segundo maior PIB da região, superado apenas pelo Pará. Dentre todos os seus municípios, apenas cinco deles possuem economia superior ao valor de R$ 1 bilhão.
Manaus, a capital do estado, é o município com a maior economia, totalizando R$ 70,3 bilhões em 2016. É o município com maior PIB das regiões Norte/Nordeste e o oitavo maior do Brasil, sendo superado por São Paulo, Rio de Janeiro, Brasília, Belo Horizonte, Curitiba, Osasco e Porto Alegre. O município de Manaus concentra cerca de 21% de toda a economia do Norte brasileiro.
Em 2016, a Região Metropolitana de Manaus, com seus treze municípios, concentrava 84% do PIB do Amazonas, com um total de R$ 76,6 bilhões. O Amazonas é o segundo estado do Brasil em concentração de riquezas (108,2), sendo superado apenas por São Paulo, com 147,5. No mesmo ano, Rondônia, Acre e Tocantins registraram as menores concentrações de renda entre seus municípios, registrando 19,1 pontos, 24,1 e 24,3 pontos, respectivamente. Isso mostra também que a concentração de riquezas entre os municípios do Amazonas é verificada em torno da capital, tendo em vista que três dos cinco municípios com maior economia fazem parte da Região Metropolitana de Manaus. Em 1999, esses mesmos municípios concentravam cerca de 84,6% da economia amazonense.

A economia do Amazonas baseia-se no setor terciário, tendo o comércio e à prestação de serviços sido responsáveis por 49% do PIB do estado. Outros setores como indústria e agropecuária respondem por 29,5% e 6,6%, respectivamente. Em termos de PIB per capita, o Amazonas registra R$ 21.978,95, sendo o maior das regiões Norte e Nordeste. Está a 37,6% maior que a média da Região Note do Brasil e 79% acima da média da Região Nordeste. Em negrito estão os municípios que integram a Região Metropolitana de Manaus.

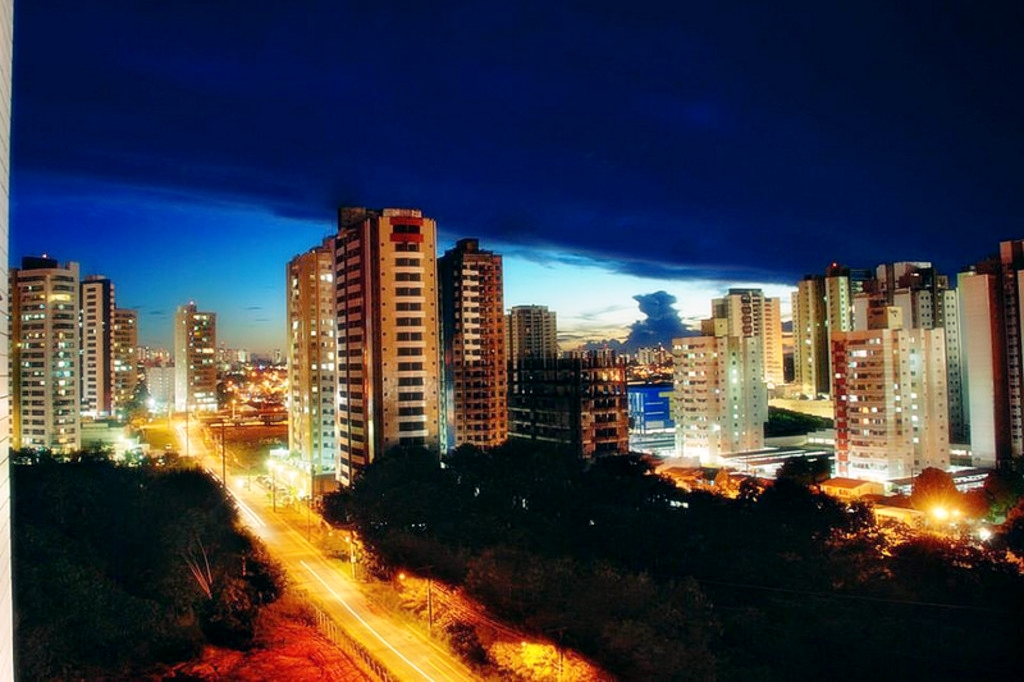
Manaus, capital do estado, é o município com maior PIB do estado e o maior das regiões Norte e Nordeste do Brasil.

| Posição | Posição | Município                 | Região Intermediária       | PIB (R$ 1.000) | Per Capita |
| Em 2017 | Em 2018 | Município                 | Região Intermediária       | PIB (R$ 1.000) | Per Capita |
| ------- | ------- | ------------------------- | -------------------------- | -------------- | ---------- |
| 1       | (0)     | Manaus                    | Intermediária de Manaus    | 78.192.321,27  | 36.445,75  |
| 2       | (2)     | Coari                     | Intermediária de Manaus    | 2.015.915,53   | 23.921,53  |
| 3       | (1)     | Itacoatiara               | Intermediária de Parintins | 1.881.003,52   | 18.818,50  |
| 4       | (1)     | Manacapuru                | Intermediária de Manaus    | 1.428.129,61   | 14.839,87  |
| 5       | (0)     | Parintins                 | Intermediária de Parintins | 1.119.340,52   | 9.890,96   |
| 6       | (0)     | Tefé                      | Intermediária de Tefé      | 934.210,62     | 15.530,32  |
| 7       | (2)     | Presidente Figueiredo     | Intermediária de Manaus    | 822.428,93     | 23.264,00  |
| 8       | (0)     | Iranduba                  | Intermediária de Manaus    | 679.140,06     | 14.276,35  |
| 9       | (1)     | Humaitá                   | Intermediária de Lábrea    | 622.149,17     | 11.521,07  |
| 10      | (4)     | Tabatinga                 | Intermediária de Tefé      | 533.610,70     | 8.274,57   |
| 11      | (1)     | Manicoré                  | Intermediária de Lábrea    | 528.955,29     | 9.633,66   |
| 12      | (4)     | Eirunepé                  | Intermediária de Tefé      | 517.544,37     | 14.854,89  |
| 13      | (2)     | Maués                     | Intermediária de Parintins | 501.298,78     | 7.988,19   |
| 14      | (6)     | Codajás                   | Intermediária de Manaus    | 500.695,48     | 17.818,34  |
| 15      | (1)     | Lábrea                    | Intermediária de Lábrea    | 495.068,12     | 10.941,94  |
| 16      | (1)     | Boca do Acre              | Intermediária de Lábrea    | 416.147,97     | 12.248,29  |
| 17      | (4)     | Rio Preto da Eva          | Intermediária de Manaus    | 383.424,85     | 11.769,80  |
| 18      | (2)     | Autazes                   | Intermediária de Manaus    | 357.097,66     | 9.196,44   |
| 19      | (0)     | Careiro da Várzea         | Intermediária de Manaus    | 337.265,75     | 11.396,04  |
| 20      | (2)     | Urucará                   | Intermediária de Parintins | 330.475,30     | 20.171,84  |
| 21      | (0)     | São Gabriel da Cachoeira  | Intermediária de Manaus    | 329.147,16     | 7.344,41   |
| 22      | (4)     | Careiro                   | Intermediária de Manaus    | 314.585,07     | 8.414,97   |
| 23      | (1)     | Benjamin Constant         | Intermediária de Tefé      | 308.681,68     | 7.346,07   |
| 24      | (0)     | Carauari                  | Intermediária de Tefé      | 306.340,17     | 10.911,10  |
| 25      | (0)     | Borba                     | Intermediária de Manaus    | 303.713,73     | 7.487,09   |
| 26      | (1)     | Manaquiri                 | Intermediária de Manaus    | 275.153,45     | 8.834,03   |
| 27      | (0)     | Barreirinha               | Intermediária de Parintins | 258.823,05     | 8.192,42   |
| 28      | (2)     | São Paulo de Olivença     | Intermediária de Tefé      | 251.093,91     | 6.519,38   |
| 29      | (1)     | Tapauá                    | Intermediária de Lábrea    | 247.513,44     | 14.307,96  |
| 30      | (1)     | Nova Olinda do Norte      | Intermediária de Manaus    | 246.711,72     | 6.718,55   |
| 31      | (0)     | Jutaí                     | Intermediária de Tefé      | 224.217,86     | 15.198,12  |
| 32      | (1)     | Anori                     | Intermediária de Manaus    | 218.252,92     | 10.626,79  |
| 33      | (1)     | Apuí                      | Intermediária de Lábrea    | 210.011,63     | 9.730,42   |
| 34      | (2)     | Novo Aripuanã             | Intermediária de Lábrea    | 199.377,51     | 7.900,21   |
| 35      | (1)     | Uarini                    | Intermediária de Tefé      | 187.766,21     | 14.026,01  |
| 36      | (1)     | Santo Antônio do Içá      | Intermediária de Tefé      | 181.267,77     | 8.252,20   |
| 37      | (2)     | Fonte Boa                 | Intermediária de Tefé      | 180.920,36     | 9.929,22   |
| 38      | (2)     | Alvarães                  | Intermediária de Tefé      | 169.815,85     | 10.707,18  |
| 39      | (1)     | Barcelos                  | Intermediária de Manaus    | 168.178,02     | 6.145,96   |
| 40      | (8)     | Urucurituba               | Intermediária de Parintins | 166.350,76     | 7.381,23   |
| 41      | (2)     | Envira                    | Intermediária de Tefé      | 157.496,22     | 8.007,74   |
| 42      | (2)     | Pauini                    | Intermediária de Lábrea    | 156.936,61     | 8.119,23   |
| 43      | (2)     | Caapiranga                | Intermediária de Manaus    | 156.312,30     | 12.138,88  |
| 44      | (3)     | Ipixuna                   | Intermediária de Tefé      | 152.286,37     | 5.263,41   |
| 45      | (4)     | Beruri                    | Intermediária de Manaus    | 151.535,22     | 7.868,69   |
| 46      | (1)     | Nhamundá                  | Intermediária de Parintins | 151.529,17     | 7.250,55   |
| 47      | (12)    | Atalaia do Norte          | Intermediária de Tefé      | 142.480,54     | 7.330,00   |
| 48      | (4)     | Boa Vista do Ramos        | Intermediária de Parintins | 139.703,37     | 7.438,55   |
| 49      | (3)     | Santa Isabel do Rio Negro | Intermediária de Manaus    | 137.547,99     | 5.628,91   |
| 50      | (0)     | Novo Airão                | Intermediária de Manaus    | 136.020,43     | 7.168,78   |
| 51      | (0)     | Tonantins                 | Intermediária de Tefé      | 133.833,35     | 7.191,47   |
| 52      | (11)    | Maraã                     | Intermediária de Tefé      | 128.443,50     | 7.062,77   |
| 53      | (0)     | Guajará                   | Intermediária de Tefé      | 123.592,26     | 7.528,77   |
| 54      | (4)     | São Sebastião do Uatumã   | Intermediária de Parintins | 117.169,78     | 8.561,91   |
| 55      | (2)     | Anamã                     | Intermediária de Manaus    | 116.341,25     | 8.767,90   |
| 56      | (2)     | Itapiranga                | Intermediária de Parintins | 109.917,31     | 12.126,80  |
| 57      | (1)     | Canutama                  | Intermediária de Lábrea    | 107.613,01     | 6.965,24   |
| 58      | (1)     | Juruá                     | Intermediária de Tefé      | 103.844,46     | 7.255,76   |
| 59      | (4)     | Silves                    | Intermediária de Parintins | 101.398,72     | 11.130,49  |
| 60      | (0)     | Itamarati                 | Intermediária de Tefé      | 95.164,42      | 12.064,45  |
| 61      | (0)     | Amaturá                   | Intermediária de Tefé      | 83.090,72      | 7.332,40   |
| 62      | (0)     | Japurá                    | Intermediária de Tefé      | 62.832,32      | 19.244,20  |

## Dados
- Acima de 1 bilhão: 5 municípios
- Entre 300 milhões e 1 bilhão: 12 municípios
- Entre 200 milhões e 300 milhões: 13 municípios
- Entre 100 milhões e 200 milhões: 24 municípios
- Menos de 100 milhões: 8 municípios